# Peatling Magna
Peatling Magna är en ort och civil parish i Storbritannien.   Den ligger i grevskapet Leicestershire och riksdelen England, i den södra delen av landet, 130 km nordväst om huvudstaden London. Peatling Magna ligger 108 meter över havet och antalet invånare är 194.
Terrängen runt Peatling Magna är platt.Runt Peatling Magna är det ganska tätbefolkat, med 129 invånare per kvadratkilometer. Närmaste större samhälle är Leicester, 12,3 km norr om Peatling Magna. Trakten runt Peatling Magna består till största delen av jordbruksmark.